# Asker Fotball 2011
Questa voce raccoglie le informazioni riguardanti l'Asker Fotball nelle competizioni ufficiali della stagione 2011.

## Stagione
L'Asker chiuse la stagione al 13º posto in classifica, retrocedendo così nella 2. divisjon. L'avventura nella Coppa di Norvegia 2012 terminò invece al terzo turno, con l'eliminazione per mano del Sogndal. I calciatori più utilizzati in stagione furono Stian Rasch e Christopher Joyce, con 32 presenze ciascuno (29 in campionato e 3 in coppa). Atli Heimisson fu il miglior marcatore, con 9 reti (6 in campionato e 3 in coppa).

## Maglie e sponsor
Lo sponsor tecnico per la stagione 2011 fu Umbro, mentre lo sponsor ufficiale fu Ansnes. La divisa casalinga era composta da una maglietta bianca con inserti neri, pantaloncini neri e calzettoni bianchi. Quella da trasferta era invece costituita da una maglietta rossa, pantaloncini neri e calzettoni bianchi.
| Casa | Trasferta |

## Rosa
| N. |                        | Ruolo | Calciatore          |
| -- | ---------------------- | ----- | ------------------- |
| 1  | Norvegia (bandiera)    | P     | Fredrik Purser      |
| 3  | Norvegia (bandiera)    | D     | Marcus Ingebrigtsen |
| 5  | Norvegia (bandiera)    | D     | Ulrik Arneberg      |
| 6  | Norvegia (bandiera)    | C     | Petter Lindstad     |
| 7  | Islanda (bandiera)     | A     | Atli Heimisson      |
| 8  | Norvegia (bandiera)    | A     | Anders Nedrebø      |
| 9  | Afghanistan (bandiera) | A     | Bilal Arzou         |
| 10 | Norvegia (bandiera)    | A     | Armin Sistek        |
| 11 | Inghilterra (bandiera) | A     | Christopher Joyce   |
| 14 | Norvegia (bandiera)    | C     | Håkon Solvang       |
| 15 | Norvegia (bandiera)    | D     | Robin Hellman       |
| 17 | Norvegia (bandiera)    | A     | Jan Tømmernes       |
| 18 | Norvegia (bandiera)    | D     | Mads Lyngen         |

| N. |                     | Ruolo | Calciatore        |
| -- | ------------------- | ----- | ----------------- |
| 19 | Norvegia (bandiera) | C     | Vajebah Sakor     |
| 20 | Norvegia (bandiera) | C     | Stian Solberg     |
| 21 | Norvegia (bandiera) | C     | Kristoffer Tollås |
| 22 | Norvegia (bandiera) | A     | Espen Røisland    |
| 23 | Norvegia (bandiera) | C     | Tor Bækken        |
| 24 | Norvegia (bandiera) | D     | Jørgen Sandberg   |
| 25 | Norvegia (bandiera) | C     | Mads Nilsson      |
| 26 | Norvegia (bandiera) | C     | Patrick Josefsen  |
| 27 | Norvegia (bandiera) | P     | Sigurd Torgersen  |
| 27 | Norvegia (bandiera) | P     | Lars Cramer       |
| 28 | Norvegia (bandiera) | P     | Sebastian Røine   |
| 88 | Norvegia (bandiera) | C     | Stian Rasch       |

## Calciomercato

### Sessione invernale(dal 01/01 al 31/03)
| Acquisti | Acquisti          | Acquisti      | Acquisti   |
| R.       | Nome              | da            | Modalità   |
| -------- | ----------------- | ------------- | ---------- |
| P        | Lars Cramer       | Strømsgodset  | prestito   |
| A        | Christopher Joyce | Pors Grenland | definitivo |
| A        | Armin Sistek      | Tønsberg      | definitivo |
| A        | Jan Tømmernes     | Stabæk        | definitivo |

| Cessioni | Cessioni    | Cessioni   | Cessioni   |
| R.       | Nome        | a          | Modalità   |
| -------- | ----------- | ---------- | ---------- |
| D        | Olav Kildal | Strindheim | definitivo |

### Sessione estiva(dal 01/08 al 31/08)
| Acquisti | Acquisti | Acquisti | Acquisti |
| R.       | Nome     | da       | Modalità |
| -------- | -------- | -------- | -------- |

| Cessioni | Cessioni    | Cessioni     | Cessioni      |
| R.       | Nome        | a            | Modalità      |
| -------- | ----------- | ------------ | ------------- |
| P        | Lars Cramer | Strømsgodset | fine prestito |

## Risultati

### 1. divisjon

#### Girone di andata
| Arbitro: | Ahlsen |

|             |           |              |
| Nedrebø 75’ | Marcatori | 36’ Schjerve |

| Arbitro: | Hansen (Feda) |

|  |           |            |
|  | Marcatori | 45’ Sistek |

| Asker 17 aprile 2011, ore 18:00 3ª giornata | Asker  | 0 – 0 referto | Strømmen | Føyka Stadion (968 spett.)\| Arbitro: \| Tennøy \| |
| Arbitro:                                    | Tennøy |               |          |                                                    |

| Arbitro: | Ahlsen |

|                      |           |                               |
| Romslo 25’ Helle 83’ | Marcatori | 12’ Ingebrigtsen 65’ Sandberg |

| Arbitro: | Hansen (Feda) |

|            |           |  |
| Sistek 16’ | Marcatori |  |

| Arbitro: | Hakestad |

|  |           |            |
|  | Marcatori | 87’ Sistek |

| Arbitro: | Lundby |

|           |           |           |
| Joyce 52’ | Marcatori | 41’ Olsen |

| Arbitro: | Steen |

|           |           |                      |
| Mendy 35’ | Marcatori | 90’ (aut.) Johansson |

| Arbitro: | Toppe |

|                              |           |             |
| Tollås 59’ Sistek 85’ (rig.) | Marcatori | 18’ Førsund |

| Arbitro: | Hansen |

|                                         |           |                                                             |
| Sega Ngom 22’ Larsen 62’ Nikolaisen 73’ | Marcatori | 19’ Ingebrigtsen 61’ Tømmernes 86’ Rasch 90’ (aut.) Nilsson |

| Arbitro: | Hansen (Feda) |

|              |           |                      |
| Heimisson 5’ | Marcatori | 17’ Stokke 26’ Lamøy |

| Arbitro: | Hansen |

|                                            |           |            |
| Westlye 7’ Saaliti 17’ Torsteinbø 24’, 29’ | Marcatori | 74’ Tollås |

| Asker 26 giugno 2011, ore 18:00 13ª giornata | Asker  | 0 – 0 referto | Randaberg | Føyka Stadion\| Arbitro: \| Ahlsen \| |
| Arbitro:                                     | Ahlsen |               |           |                                       |

| Arbitro: | Borgersen (Oslo) |

|                                           |           |  |
| Diomande 9’ Heltne 35’ (rig.) Karlsen 90’ | Marcatori |  |

| Arbitro: | Tennøy |

|                             |           |  |
| Stene 36’, 40’ Aas 45’, 88’ | Marcatori |  |

#### Girone di ritorno
| Arbitro: | Hansen |

|                                                     |           |                                             |
| Sistek 20’ (rig.), 37’ Heimisson 41’, 64’ Rasch 67’ | Marcatori | 52’ Walde 83’ Kallevik 90’ (aut.) Tømmernes |

| Arbitro: | Tennøy |

|                                            |           |  |
| Tollås 19’ (aut.) Khalili 43’ Bjørnbak 60’ | Marcatori |  |

| Arbitro: | Gya |

|               |           |                                             |
| Tømmernes 77’ | Marcatori | 1’ Rolandsen 64’, 86’ V. Braaten 90’ Brekke |

| Strømmen 14 agosto 2011, ore 18:00 19ª giornata                 | Strømmen  | 2 – 1 referto | Asker | Strømmen Stadion (268 spett.) |
| \| \| \| \| \| Bjørnevik 54’, 89’ \| Marcatori \| 4’ Hellman \| |           |               |       |                               |
|                                                                 |           |               |       |                               |
| Bjørnevik 54’, 89’                                              | Marcatori | 4’ Hellman    |       |                               |

| Arbitro: | Borgersen (Oslo) |

|                  |           |  |
| Nedrebø 26’, 34’ | Marcatori |  |

| Arbitro: | Hansen (Feda) |

|                      |           |                                       |
| Bala 9’ Andersen 11’ | Marcatori | 15’, 90’ Rasch 54’ Tollås 57’ Nedrebø |

| Arbitro: | Ahlsen |

|                            |           |                 |
| Ingebrigtsen 15’ Joyce 83’ | Marcatori | 89’ Reginiussen |

| Arbitro: | Toppe |

|            |           |  |
| Holmen 82’ | Marcatori |  |

| Arbitro: | Gjermshus |

|            |           |             |
| Hellman 3’ | Marcatori | 15’ Risholt |

| Arbitro: | Toppe |

|                               |           |               |
| Lehne Olsen 59’ Gundersen 69’ | Marcatori | 72’ Heimisson |

| Arbitro: | Lundby |

|  |           |             |
|  | Marcatori | 51’ Eriksen |

| Arbitro: | Tennøy |

|             |           |                          |
| Nedrebø 79’ | Marcatori | 9’ Beugre 28’ Sigurðsson |

| Arbitro: | Hansen |

|                                         |           |                                |
| Rnkovic 15’, 40’, 83’ (rig.) Helton 32’ | Marcatori | 21’, 48’ Heimisson 61’ Nedrebø |

| Arbitro: | Gya |

|  |           |                                    |
|  | Marcatori | 45’ (rig.), 79’ Karlsen 90’ Torset |

| Arbitro: | Hansen (Feda) |

|                                                     |           |              |
| Røyrane 7’ Torp 39’ Dimitriadis 65’ Stokke 77’, 89’ | Marcatori | 82’ Arneberg |

### Coppa di Norvegia
| Arbitro: | Hansen |

|  |           |                             |
|  | Marcatori | 40’ Heimisson 51’ Tømmernes |

| Arbitro: | Hansen |

|                                              |           |                        |
| Tømmernes 18’ (rig.), 46’ Heimisson 35’, 79’ | Marcatori | 49’ Jalland 90’ Teigen |

| Arbitro: | Sælen (Bergen) |

|                           |           |  |
| Halvorsen 65’ Solheim 90’ | Marcatori |  |

## Statistiche

### Statistiche di squadra
| Competizione      | Punti | In casa | In casa | In casa | In casa | In casa | In casa | In trasferta | In trasferta | In trasferta | In trasferta | In trasferta | In trasferta | Totale | Totale | Totale | Totale | Totale | Totale | DR  |
| Competizione      | Punti | G       | V       | N       | P       | Gf      | Gs      | G            | V            | N            | P            | Gf           | Gs           | G      | V      | N      | P      | Gf     | Gs     | DR  |
| ----------------- | ----- | ------- | ------- | ------- | ------- | ------- | ------- | ------------ | ------------ | ------------ | ------------ | ------------ | ------------ | ------ | ------ | ------ | ------ | ------ | ------ | --- |
| 1. divisjon       | 34    | 15      | 5       | 5       | 5       | 18      | 20      | 15           | 4            | 2            | 9            | 20           | 36           | 30     | 9      | 7      | 14     | 38     | 56     | -18 |
| Coppa di Norvegia | -     | 1       | 1       | 0       | 0       | 4       | 2       | 2            | 1            | 0            | 1            | 2            | 2            | 3      | 2      | 0      | 1      | 6      | 4      | +2  |
| Totale            | -     | 16      | 6       | 5       | 5       | 22      | 22      | 17           | 5            | 2            | 10           | 22           | 38           | 33     | 11     | 7      | 15     | 44     | 60     | -16 |

### Statistiche dei giocatori
| Giocatore       | 1. divisjon | 1. divisjon | 1. divisjon | 1. divisjon | Coppa di Norvegia | Coppa di Norvegia | Coppa di Norvegia | Coppa di Norvegia | Totale   | Totale | Totale      | Totale     |
| Giocatore       | Presenze    | Reti        | Ammonizioni | Espulsioni  | Presenze          | Reti              | Ammonizioni       | Espulsioni        | Presenze | Reti   | Ammonizioni | Espulsioni |
| --------------- | ----------- | ----------- | ----------- | ----------- | ----------------- | ----------------- | ----------------- | ----------------- | -------- | ------ | ----------- | ---------- |
| U. Arneberg     | 29          | 1           | 2           | 1           | 2                 | 0                 | 0                 | 0                 | 31       | 1      | 2           | 1          |
| B. Arzou        | 19          | 0           | 2           | 1           | 0                 | 0                 | 0                 | 0                 | 19       | 0      | 2           | 1          |
| T. Bækken       | 9           | 0           | 0           | 0           | 2                 | 0                 | 0                 | 0                 | 11       | 0      | 0           | 0          |
| L. Cramer       | 17          | 0           | 0           | 0           | 1                 | 0                 | 0                 | 0                 | 18       | 0      | 0           | 0          |
| A. Heimisson    | 24          | 6           | 1           | 0           | 3                 | 3                 | 0                 | 0                 | 27       | 9      | 1           | 0          |
| R. Hellman      | 18          | 2           | 0           | 0           | 3                 | 0                 | 0                 | 0                 | 21       | 2      | 0           | 0          |
| M. Ingebrigtsen | 26          | 3           | 4           | 0           | 1                 | 0                 | 0                 | 0                 | 27       | 3      | 4           | 0          |
| P. Josefsen     | 0           | 0           | 0           | 0           | 1                 | 0                 | 0                 | 0                 | 1        | 0      | 0           | 0          |
| C. Joyce        | 29          | 2           | 2           | 1           | 3                 | 0                 | 0                 | 0                 | 32       | 2      | 2           | 1          |
| P. Lindstad     | 25          | 0           | 2           | 0           | 2                 | 0                 | 0                 | 0                 | 27       | 0      | 2           | 0          |
| M. Lyngen       | 4           | 0           | 0           | 0           | 0                 | 0                 | 0                 | 0                 | 4        | 0      | 0           | 0          |
| A. Nedrebø      | 29          | 6           | 4           | 0           | 2                 | 0                 | 0                 | 0                 | 31       | 6      | 4           | 0          |
| M. Nilsson      | 0           | 0           | 0           | 0           | 0                 | 0                 | 0                 | 0                 | 0        | 0      | 0           | 0          |
| F. Purser       | 13          | 0           | 0           | 0           | 2                 | 0                 | 0                 | 0                 | 15       | 0      | 0           | 0          |
| S. Rasch        | 29          | 4           | 3           | 0           | 3                 | 0                 | 0                 | 0                 | 32       | 4      | 3           | 0          |
| S. Røine        | 0           | 0           | 0           | 0           | 0                 | 0                 | 0                 | 0                 | 0        | 0      | 0           | 0          |
| E. Røisland     | 21          | 0           | 7           | 0           | 3                 | 0                 | 0                 | 0                 | 24       | 0      | 7           | 0          |
| V. Sakor        | 6           | 0           | 0           | 0           | 2                 | 0                 | 0                 | 0                 | 8        | 0      | 0           | 0          |
| J. Sandberg     | 16          | 1           | 1           | 0           | 1                 | 0                 | 0                 | 0                 | 17       | 1      | 1           | 0          |
| A. Sistek       | 25          | 6           | 0           | 0           | 2                 | 0                 | 0                 | 0                 | 27       | 6      | 0           | 0          |
| S. Solberg      | 27          | 0           | 0           | 0           | 3                 | 0                 | 0                 | 0                 | 30       | 0      | 0           | 0          |
| H. Solvang      | 0           | 0           | 0           | 0           | 0                 | 0                 | 0                 | 0                 | 0        | 0      | 0           | 0          |
| K. Tollås       | 24          | 3           | 6           | 0           | 3                 | 0                 | 0                 | 0                 | 27       | 3      | 6           | 0          |
| J. Tømmernes    | 24          | 2           | 1           | 0           | 3                 | 3                 | 0                 | 0                 | 27       | 5      | 1           | 0          |
| S. Torgersen    | 0           | 0           | 0           | 0           | 0                 | 0                 | 0                 | 0                 | 0        | 0      | 0           | 0          |